# 馬明心
馬 明心（ば めいしん、Ma Mingxin、1718年 - 1781年）、ムスリム名はイブラヒム、尊称はウィカーヤトゥッラー。清代のイスラム教の学者。スーフィズムの一派ジャフリーヤ教団（哲赫林耶、Jahriya）の創設者。
甘粛省遷金出身。幼いころに家族を失い、叔父に養われていた。6歳よりモスク（清真寺）でアラビア語を学び、1728年に叔父に連れられてメッカ巡礼に向かった。しかし東トルキスタンで叔父とはぐれたが、彼を保護した老人の好意でイエメンに送られ、ザビードでムハンマド・プル・シナについてスーフィズムを学ぶことができた。1744年、ブハラ・カシュガル・ヤルカンドを経由して河州に到着した。
帰国した馬明心は循化でジャフリーの布教に努めた。ジャフリーは、布施は貧しい人のために使われるべきでアホンの独占物ではない、教権は世襲すべきではない、などと説いて貧しい民衆からの支持を集めた。しかしそのためフフィー教団（虎夫耶、Khufiya）との対立を招き、1762年にフフィーヤから「邪教」と告発され、馬明心は河州に逃れた。
馬明心が去った後の循化のジャフリー教団は弟子の蘇四十三が指導していたが、1781年に発生したジャフリーとフフィーとの間の武力衝突をきっかけに清朝に対して蜂起した。甘粛布政使王廷賛は馬明心を捕らえ蘭州に連行したため、蘇四十三軍は蘭州を包囲して釈放を迫ったが、3月27日、王廷賛は馬明心を城壁の上で処刑した。その後欽差大臣アグイ（阿桂）らの援軍が蘭州に到着し、激戦の末、6月15日に蘇四十三は戦死した。
その後、ジャフリーの人々は徹底的な弾圧を受けたが、多くの人がひそかに信仰を守り続けた。